# Георгій Вашадзе
Георгій Вашадзе (нар. 8 липня 1981) — грузинський політик, член Парламенту Грузії та засновник Фонду Інновацій та розвитку.

## Життєпис
Освітня база включає Гарвардську школу бізнесу, два ступені в галузі державного управління (Грузинський технічний університет) та юридичну освіту в Тбіліському державному університеті.
Має видатний послужний список в ініціації, плануванні та управлінні фундаментальними реформами. З 2005 року він брав активну участь у програмах Міністерства юстиції Грузії й успішно реалізував ряд проектів.

## Проекти
Ініціював і запровадив введення біометричних паспортів, посвідчень особи, цифровий підпис, особистий портал my.gov.ge, розвиток Єдиного демографічного реєстру, візуального розпізнавання, прискорення послуг, віддалені сервіси (онлайн, зателефонуйте з дому), проект «Дитячі книги» та інші. Всі ці програми та проекти мали вирішальне значення для поліпшення якості послуг, а також ефективної ліквідації корупції та підвищення міжнародного авторитету Грузії.
Будучи заступником Міністра юстиції, курував створення Громадського сервісного центру (2011). Концепція ґрунтувалася на принципі «Все в одному місці». Проект Громадських сервісних центрів був визнаний найуспішнішою реформою Грузії 2011 року. За останні роки Грузія вийшла на передові місця в рейтингах Світового банку, Європейського банку реконструкції та розвитку (ЄБРР) і Transparency International (TI).
Є кілька видатних ініціатив Георгія Вашадзе, які були або зараз успішно реалізуються. Проект "Електронна охорона здоров'я" (2011) спрямований на розробку системи, яка сприяла б простому та зручному наданню послуг охорони здоров'я. Проект «eLocal управління» (2011), спрямований на розробку рішення, яке б пілотувало електронну систему управління в органах місцевого самоврядування. Метою програми «Сільський Будинок» (2012) була розробка рішення, яке сприяло б простому та зручному наданню послуг з охорони здоров'я.

### Антикорупційні реформи в Україні (2014— теперішній час)
У межах діяльності Фонду інновацій та розвитку Георгій Вашадзе бере активну участь в антикорупційних реформах, які відбуваються в Україні. Загальною метою реформ є підтримка розвитку України як громадянино-орієнтованої, демократичної та незалежної країни, інтегрованої в Європейський Союз. Цілі наступні: модернізація державних послуг, розвиток системи електронних тендерів, створення модельних відділів по боротьбі з корупцією у правоохоронних органах, а також модернізація податкових служб. Один із проектів, направлених на розвиток державних смарт-послуг в Україні, був схвалений та вступив у початкову фазу реалізації. У результаті буде створена модель Державного центру надання послуг, на основі грузинської передової практики (для деталей див. нижче Державні центри з надання послуг).

### Державні центри надання послуг (2011)
Концепція обслуговування Державних центрів з надання послуг заснована на принципі «Усе в одному місці». Проект направлений на розвиток державних смарт-послуг у Грузії. Це передбачає створення простору, яке об'єднає всі державні послуги і тим самим дасть можливість будь-якому громадянину Грузії, отримати всі необхідні документи та пов'язані з цим послуги миттєво в одному місці. У результаті проекту протягом 1,5 років були відкриті 12 Державних центрів надання послуг у різних регіонах країни. Державні центри надання послуг об'єднали 300 видів послуг. Їх атмосфера орієнтована виключно на легкість і комфорт. У Державному центрі надання послуг працює JUSTcafe - затишне кафе, яке дозволяє клієнтам замовити напої та їжу під час користування послугами. Оператори Сервісних центрів допомагають клієнтам у будь-якому питанні (посвідчення особи, паспорта, фотографії і т. д.). У Центрі надання послуг у Тбілісі також планується Just Drive. Ідея полягає в тому, що користувач може отримати паспорт, свідоцтво про народження та інші документи, не відвідуючи будівлю, до того ж, залишаючись в автомобілі, на прилеглій території Державного центру надання послуг, біля вікна Just Drive.
Проект Державних центрів надання послуг був визнаний найуспішнішою реформою Грузії 2011 року. За останні роки Грузія вийшла на передові місця в рейтингах Всесвітнього банку, Європейського банку реконструкції та розвитку (ЄБРР) та Transparency International (TI). Звіти вказують Грузію на позиціях: # 1 реформатор за останні 8 років (Всесвітній банк, 2014), 1-е місце по реєстрації власності (World Bank, 2014), 8-е місце по простоті відкриття бізнесу (World Bank, 2014), 8-е місце по легкості ведення бізнесу (World Bank, 2014), 1-е місце з видачі офіційних документів (Життя в перехідний період, ЄБРР), 2-е місце з ефективного надання обслуговування (Життя в перехідний період, ЄБРР) і т. д.

### Фонд комп'ютерної грамотності (2012)
Георгій Вашадзе є одним з основних ініціаторів створення Фонду комп'ютерної грамотності, який був заснований у травні 2012 року. Серед засновників були різні державні установи, бізнес-компанії, університети та неурядові організації. Глобальною метою фонду є забезпечення соціального та економічного добробуту через розширення доступу до області високих технологій та електронних послуг. Першим великим проектом Фонду комп'ютерної грамотності став проект «Центри знань в 300 грузинських селах». Він спрямований на створення оснащених технологічною інфраструктурою центрів, очолюваних підготовленим персоналом, з метою забезпечення освітнього та культурного середовища для сільського населення Грузії. Для цього були обрані 300 великих сіл, прийняті і навчені 600 чоловік, закуплене основне технологічне обладнання і розподілене через центри. Проект виявився стійким — 250 Центрів знань нині працюють в різних частинах Грузії без зовнішньої фінансової підтримки, незалежно і ефективно.

### Цифровий підпис (2012)
Ініціатива спрямована на розробку і реалізацію цифрових підписів у Грузії. У результаті була введена надійна, гнучка і технологічно складна система, що дозволяє власникам посвідчення особи віддалено і безпечно підписувати документи в електронному вигляді. Цифровий підпис утилізує стандартні алгоритми шифрування, які складаються з трьох основних компонентів: секретний ключ (запис на особисту ID Card), відкритий ключ (можуть бути придбані будь-яким громадянином) і цифровий сертифікат (включає в себе особисті дані, відкритий ключ і технічну інформацію).

### ID-картки (посвідчення особи) (2011)
Проект спрямований на реалізацію ID-карткової системи в Грузії. Мета полягала в тому, щоб ввести картку з високим ступенем надійності та технологічними особливостями. ID-картка дозволяє не тільки ідентифікувати особу віддалено через інтернет і електронний підпис документів, а й включає функції інтеграції інших типів карт, отже дозволяє використовувати її для різних цілей (наприклад, фінансових операцій). Проект був завершений у 2011 році, а пов'язані послуги також модернізовані. Процес придбання посвідчення особи легкий і зручний (часові рамки складають від 1 до 10 днів).

### Сільські доми (2012)
Програма спрямована на те, щоб відкрити доступ до державних послуг для сільського населення Грузії. Для цього були створені Сільські доми в різних населених пунктах. Сільські доми об'єднали офіси місцевого самоврядування, гілки Міністерства юстиції, представників цивільного та публічного реєстру, нотаріальних та банківських послуг.

### Особистий портал— MY.GOV.GE (2011)
Проект my.gov.ge передбачає розвиток онлайнової платформи, яка дозволить клієнтам мати всі державні послуги в одному віртуальному просторі. Він забезпечує доступ до більш ніж 70 послуг, включно ті, що стосуються особистих документів (паспорт, сертифікати тощо), майна, соціального обслуговування, охорони здоров'я та бізнесу, а також рахунків за комунальні послуги, штрафів і т. д. Доступ до порталу можливий через ID-карту і облікові дані, які можуть бути придбані в Державному центрі надання послуг.

### Електронна система охорони здоров'я (2011)
Проект спрямований на розробку рішення, яке сприяло б простому й зручному наданню послуг охорони здоров'я. Метою була розробка сумісних інформаційних систем медичних записів і створення найбільш ефективних і дієвих бізнес-процесів. Кінцева мета проекту полягала в тому, щоб дозволити кожному громадянину отримати легкий особистий, безпечний доступ до лікарні, лабораторних та інших видів медичних послуг через ID-карти.

### Електронне місцеве самоврядування (2011)
Проект передбачає пілотування електронної системи управління в органах місцевого самоврядування. Система підтримує ефективний зв'язок між місцевими територіальними органами та державними установами, надаючи доступ до даних, які надійно зберігаються в базах даних центрального уряду. Отже, процес прийняття рішень і, відповідно, надання послуги громадянам став більш ефективним. Серед основних досягнень — впровадження механізмів покращення якості обслуговування, мінімізація часу на обслуговування і зниження витрат експлуатаційних і людських ресурсів. Кінцева мета проекту полягає у підтримці прозорості та стандартизації процесів в органах місцевого самоврядування, а також їх гармонізації з законодавчою базою країни.

### Введення біометричних паспортів (2010)
Проект, спрямований на введення біометричних паспортів у Грузії був початий і керований Георгієм Вашадзе, заступником міністра юстиції Грузії та керівником реєстрації актів цивільного стану, в 2009—2010 рр. Введення біометричної паспортної системи було одним з основних питань, рекомендованих для Угоди між Європейським Союзом та Грузією про спрощення видачі віз (25.02.2011, 22011A0225 (02)). В результаті проекту грузинська паспортна система була повністю модернізована на базі європейських стандартів, що надалі спростило подорожі по всій Європі для громадян Грузії. Біометричний паспорт є документом європейського типу, що засвідчує особистість, і в якому зберігаються основні особисті дані, включаючи електронне фото і відбитки пальців. Це дійсний і надійний документ, без можливості підробки. Проект передбачає модернізацію супутніх послуг, а також — спрощення процесу купівлі паспортів, що дозволило громадянам Грузії придбавати паспорти в будь-який зручний час (від 1 до 10 днів).

### Реформа системи Громадянського реєстру (з 2005)
Агентство цивільної реєстрації Міністерства юстиції Грузії, очолюване Георгієм Вашадзе, успішно завершило кілька важливих реформ. У результаті громадяни Грузії користуються спрощеними, швидкими та якісними послугами, а також доброзичливою атмосферою і новими продуктами в офісах агентств. Агентство цивільної реєстрації об'єднало всі інформаційні дані громадян Грузії і тих, які проживають в країні і за кордоном, а отже, створило єдиний демографічний реєстр. Серед основних найважливіших досягнень цивільного реєстру
є модернізація бізнес-процесів, усунення корупції, впровадження біометричних паспортів (див. вище), посвідчень особи (див. вище), цифровий підпис (див. вище), візуальне розпізнавання, прискорені послуги і т. д. Доступ до послуг посилений і спрощений: для громадян за межами країни існує можливість придбати різні документи (паспорт, апостиль, легалізацію і т. д.) дистанційно, через Інтернет (наприклад, Skype), послуга також надається безпосередньо у себе вдома, і ті, хто обмежені у часі, може отримати послугу протягом дуже короткого періоду часу (наприклад, 15 хвилин, кілька годин, один день і т. д.). Агентство ініціювало проект «Дитячі книги», який був спрямований на інформування батьків про розвиток дітей, з регулярними нагадуваннями про найважливіші етапи через SMS.

## Нагороди
- Президентський орден Сяйво (Грузія, 2011)[19]